# Saint-Lager
Saint-Lager ist eine französische Gemeinde mit 1.051 Einwohnern (Stand: 1. Januar 2022) im Département Rhône in der Region Auvergne-Rhône-Alpes. Saint-Lager gehört zum Arrondissement Villefranche-sur-Saône und zum Kanton Belleville-en-Beaujolais.

## Geografie
Saint-Lager befindet sich etwa zwölf Kilometer nordnordwestlich von Villefranche-sur-Saône. Sie gehört zum Weinbaugebiet Bourgogne.

### Nachbargemeinden
Umgeben wird Saint-Lager von den Nachbargemeinden Cercié im Norden, Belleville-en-Beaujolais im Osten und Nordosten, Charentay im Süden, Odenas im Südwesten sowie Quincié-en-Beaujolais im Westen.

## Bevölkerungsentwicklung
| Jahr                       | 1962 | 1968 | 1975 | 1982 | 1990 | 1999 | 2006 | 2013 |
| Einwohner                  | 923  | 841  | 839  | 881  | 805  | 874  | 931  | 978  |
| Quellen: Cassini und INSEE |      |      |      |      |      |      |      |      |

## Sehenswürdigkeiten
- Kapelle Notre-Dame
- Schloss Saint-Lager, Monument historique

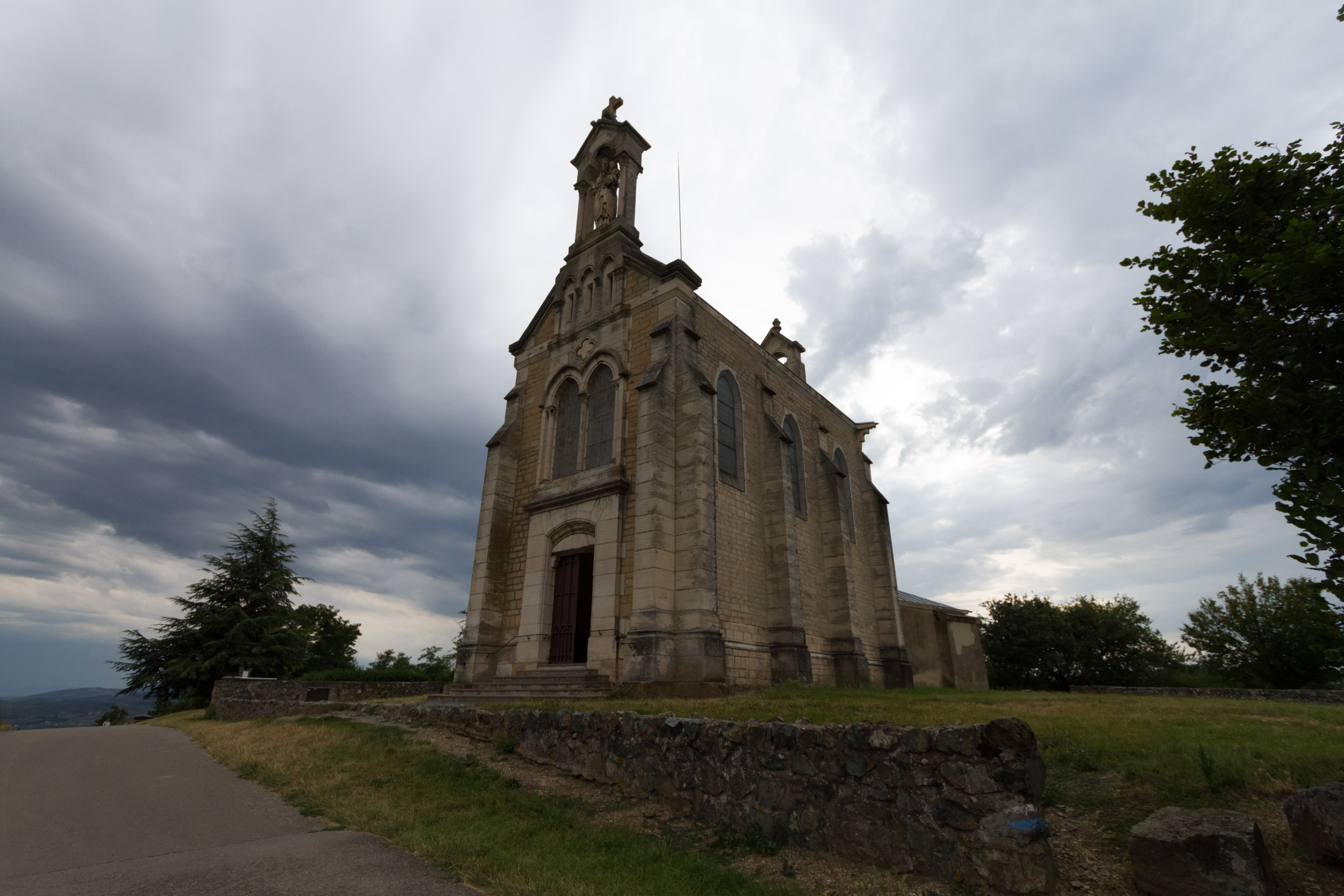
Kapelle Notre-Dame
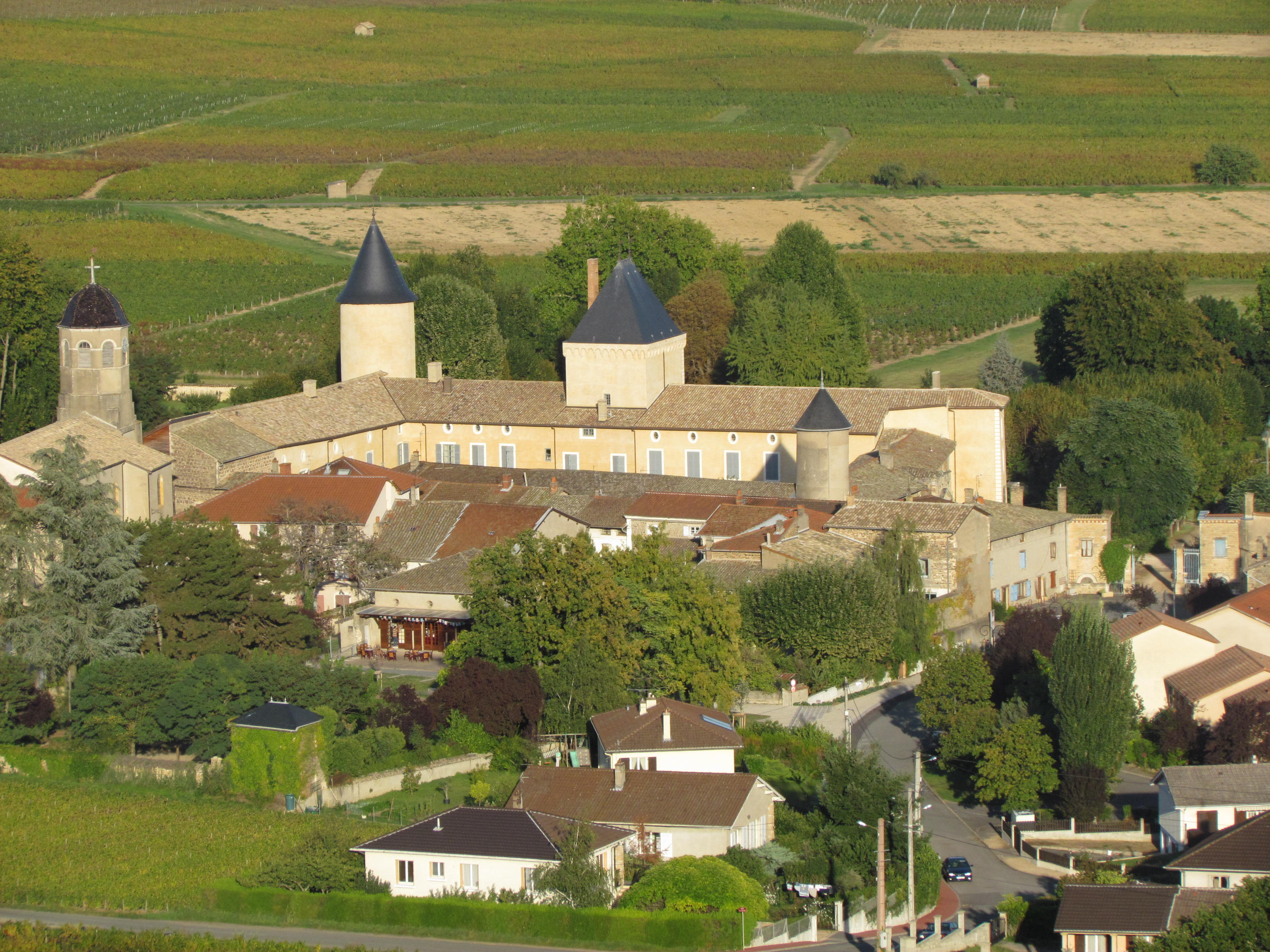
Schloss Saint-Lager